# Merenii Noi, Anenii Noi
Merenii Noi este un sat în raionul Anenii Noi, Republica Moldova.

## Geografie
Satul Merenii Noi este o localitate din raionul Anenii Noi, situată la latitudinea nordică 46.9244°, longitudinea estică 29.0563° și altitudinea de 57 metri față de nivelul mării. Merenii Noi este amplasat în zona de centru a Republicii Moldova, la o distanță de 16 km de orașul Anenii Noi, 25 km de Chișinău și 40 km de Bender. Satul Merenii Noi, este situat la circa un kilometru de șoseaua Chișinău–Odesa și se învecinează cu următoarele sate:
- Chetrosu la vest - 1 km
- Floreni la nord - 5 km
- Mereni la est - 4 km
- Chirca la sud - 4 km
- Todirești la sud-vest - 3 km

Satul este traversat de la nord spre sud de râul Bîc. Pe teritoriul satului sunt câteva izvoare, câteva canale de irigație și un parc forestier natural.

## Populație
Conform datelor recensământului din anul 2004, populația satului constituie 1.512 oameni, 738 fiind bărbați iar 774 femei. Structura etnică a populației în cadrul satului arată astfel:
| Grup etnic                                               | Populație | % Procentaj  |
| -------------------------------------------------------- | --------- | ------------ |
| Băștinași declarați Moldoveni Băștinași declarați Români | 1251 52   | 82,74% 3,44% |
| Ruși                                                     | 67        | 4,43%        |
| Ucraineni                                                | 66        | 4,37%        |
| Găgăuzi                                                  | 30        | 1,98%        |
| Bulgari                                                  | 28        | 1,85%        |
| Țigani                                                   | 10        | 0,66%        |
| Evrei                                                    | 1         | 0,07%        |
| Alții                                                    | 7         | 0,46%        |
| Total                                                    | 1512      |              |

## Administrație și politică
Componența Consiliului local Merenii Noi (9 consilieri), ales la 5 noiembrie 2023, este următoarea:
|  | Partid                                       | Consilieri | Componență | Componență | Componență |
|  | -------------------------------------------- | ---------- | ---------- | ---------- | ---------- |
|  | Partidul Socialiștilor din Republica Moldova | 3          |            |            |            |
|  | Partidul Acțiune și Solidaritate             | 3          |            |            |            |
|  | Mișcarea „Respect Moldova”                   | 2          |            |            |            |
|  | Platforma Demnitate și Adevăr                | 1          |            |            |            |

## Economie
În localitate activează întreprinderea de producție a produselor chimico-medicamentoase SA Medicamentum și fabrica de vinuri SA Dyonisos Mereni, ambele de importanță națională. De asemenea, pe teritoriul satului se mai găsește o uzină de asfalt, o uzină metalurigă mică (bază de colectare a metalului), o brutărie, o moară și un frigider-depozit pentru fructe și legume.
Localitatea are acces la comunicații precum telefon, poștă, internet, apă, gaz, electricitate.
În sat activează primăria, un gimnaziu, un oficiu medical, un oficiu poștal, o biserică, o discotecă, magazine și baruri.